# Riu Koko (Rutsiro)
El riu Koko és un riu del districte de Rutsiro a l'oest de Ruanda que desemboca al llac Kivu.
És un dels principals rius que drenen les muntanyes ruandeses occidentals al llac Kivu, l'altre és el riu Sebeya.
Durant l'era colonial el riu va definir la frontera entre les prefectures de Kibuye i Gisenyi.
Els assentaments de Gasiza i Murunda són propers a la convergència del riu Koko amb el riu Rwishwa.